# Спилантес
Спила́нтес (лат. Spilánthes) — род растений семейства Астровые, или Сложноцветные.

## Ботаническое описание
Растения из рода Спилантес — однолетние травянистые растения.
Листья длинночерешковые широкояйцевидные, супротивные, цельные, овальные, усечённые у основания.
Ползучие стебли оканчиваются коническими или шаровидно-коническими соцветиями на длинных ножках серовато-жёлтой окраски.
Растения имеют приятный, пикантный вкус и аромат.

## Виды
По информации базы данных The Plant List, род включает 34 вида:
- Spilanthes acmella (L.) L. — Масляный кресс, или Индейский крессон[2]
- Spilanthes anactina F.Muell.
- Spilanthes beccabunga DC.
- Spilanthes bicolor (DC.) Benth. & Hook.f. ex Hemsl.
- Spilanthes callimorpha A.H.Moore
- Spilanthes charitopis A.H.Moore
- Spilanthes cocuyensis Cuatrec.
- Spilanthes commutata K.Koch
- Spilanthes costata Benth.
- Spilanthes disciformis B.L.Rob.
- Spilanthes iabadicensis A.H.Moore
- Spilanthes insipida Jacq.
- Spilanthes intermedia (Rich.) DeCandolle
- Spilanthes lateraliflora Klatt
- Spilanthes lehmanniana Klatt
- Spilanthes leiocarpa DC.
- Spilanthes leucantha Kunth
- Spilanthes mandonii Sch.Bip.
- Spilanthes mauritiana (A.Rich. ex Pers.) DC.
- Spilanthes montana Britton & S.F.Blake
- Spilanthes nervosa Chodat
- Spilanthes ocymifolia (Lam.) A.H.Moore
- Spilanthes orizabaensis (Sch.Bip.) Sch.Bip. ex Klatt
- Spilanthes ovata Merr.
- Spilanthes papposa Hemsl.
- Spilanthes paraguayensis R.K.Jansen
- Spilanthes pauciceps (Griseb.) S.F.Blake
- Spilanthes pilosa R.K.Jansen
- Spilanthes portoricensis Spreng.
- Spilanthes salzmannii DC.
- Spilanthes sartorii Sch.Bip. ex Klatt
- Spilanthes sessilis Poepp. & Endl.
- Spilanthes subhirsuta DC.
- Spilanthes urens Jacq.

## Применение
В Бразилии Спилантес признан официальным сырьём и используется в гомеопатии. Его соцветия в качестве стимулирующего средства применяют также в индийской медицине.
Под названием «Шпилант» в XIX веке Спилантес разводили как пряность, но основное его применение — в медицине. Используется для полоскания зубов при одонталгиях, в лечении системных заболеваний опорно-двигательного аппарата (подагра, ревматизм), поражении мочевых путей.
Содержит спилантол и пипетрин.